# Henrik Zetterberg
Henrik Zetterberg (Njurunda, 9 de outubro de 1980) é um ex-jogador de hóquei no gelo sueco. Ele jogou toda a sua carreira na National Hockey League com o Detroit Red Wings, de quem serviria como capitão nas últimas seis temporadas. 
Entrando em cena como um novato na temporada 2002 da NHL, Zetterberg terminaria em segundo lugar geral em votos para o Troféu Memorial Calder como o melhor novato da Liga. Além de vencer a  Copa Stanley em 2008, Zetterberg ganhou o Troféu Conn Smythe como o jogador mais valioso dos  playoffs da Copa Stanley de 2008. Ele ganhou medalhas de ouro no Campeonato Mundial de Hóquei no Gelo de 2006 e nos Jogos Olímpicos de Inverno de 2006, como parte da primeira equipe a vencer os dois torneios no mesmo ano, tornando-o também membro do Triple Gold Club. Zetterberg será introduzido no IIHF Hall of Fame em 2023.    

## Carreira profissional

### Timrå IK
Zetterberg começou sua carreira na liga juvenil jogando pelo Njurunda Sports Club, assim como Fredrik Modin. Em 2008, o clube renomeou sua arena - até então conhecida como Njurunda Ishall - para Modin & Zetterberg Hall em sua homenagem. Quando Zetterberg tinha 15 anos, ele trocou Njurunda por Timrå IK. Zetterberg chamou a atenção do gerente geral assistente dos Red Wings, Jim Nill, e do diretor de escotismo europeu, Håkan Andersson, durante um torneio na Finlândia. Enquanto Andersson tentava apontar Mattias Weinhandl, Nill não pôde deixar de notar "esse pequeno Zetterberg que sempre parecia ter o disco".
Zetterberg foi selecionado pelo Detroit Red Wings 210º geral na sétima rodada do Rascunho de inscrição da NHL de 1999. Detroit estava sendo criticado na época por "hipotecar seu futuro", trocando muitas de suas escolhas anteriores no Draft de 1999. Depois de jogar pelo Timrå IK do Elitserien sueco nas temporadas de 2000 e 2001, Zetterberg assinou seu contrato inicial em 16 de maio de 2002. Zetterberg veio a Detroit para jogar sua temporada de estreia na NHL na temporada 2002.

### Detroit Red Wings
Zetterberg fez sua estreia na NHL contra o San Jose Sharks em 10 de outubro de 2002, na Joe Louis Arena. Ele disputou 79 partidas em sua temporada de estreia, marcando 22 gols e 22 assistências para 44 pontos, liderando todos os jogadores do primeiro ano. Zetterberg terminou a temporada como vice-campeão do Troféu Memorial Calder como o estreante do ano, atrás St. Louis Blues, do defensor do Barret Jackman. Em sua segunda temporada, Zetterberg quase igualou suas estatísticas de novato, apesar de ter perdido 21 jogos devido a uma perna quebrada sofrida contra o Vancouver Canucksno início da temporada em 5 de novembro de 2003.
Com a retomada da NHL em 2005, Zetterberg emergiu como uma estrela da NHL e também foi nomeado  capitão alternativo  na ausência do  capitão da equipe Steve Yzerman. Ele desfrutou de sua segunda melhor temporada estatística em 2005-06, marcando 39 gols e 85 pontos, o segundo na pontuação da equipe para  Pavel Datsyuk  em uma escalação que incluía Zetterberg e seus companheiros Tomas Holmström, Mikael Samuelsson,  Nicklas Lidström e Niklas Kronwall. A combinação foi apelidada de "Swedish Five", um conceito semelhante ao famoso  Russian Five of the Red Wings durante a década de 1990. Todos os cinco jogadores também patinariam juntos nas Olimpíadas de Inverno de 2006, ajudando  a Suécia  a conquistar a medalha de ouro.
Em 14 de setembro de 2018, o gerente geral do Red Wings,  Ken Holland,  anunciou que, devido a uma condição degenerativa nas costas, Zetterberg não poderia continuar com sua carreira na NHL. No entanto, devido a Zetterberg ter 3 anos restantes em seu contrato no momento do anúncio, ele não se aposentou oficialmente até que seu contrato expirasse após a temporada 2021.

## Carreira internacional
Zetterberg tem feito parte consistente da seleção sueca, "Tre Kronor", desde 2001. Ele teve bastante sucesso no Campeonato Mundial da IIHF, ganhando uma medalha em quatro dos cinco anos em que disputou o torneio. Ele foi um dos apenas três não jogadores da NHL nomeados para a equipe sueca para os Jogos Olímpicos de Inverno de 2002 em Salt Lake City, Utah.
Zetterberg conquistou a medalha de ouro nos Jogos Olímpicos de Inverno de 2006 em Torino e novamente no Campeonato Mundial IIHF de 2006 em  Riga, participando da varredura internacional. A Suécia se tornou o primeiro time na história do hóquei a ganhar o ouro olímpico e o campeonato mundial no mesmo ano.
Com o campeonato da Stanley Cup de 2008, Zetterberg tornou-se membro do Triple Gold Club. O termo é usado para um grupo exclusivo de jogadores de hóquei no gelo que ganharam ouro olímpico, ouro no Campeonato Mundial e a Copa Stanley. Zetterberg é um dos 29 membros deste clube exclusivo, um clube que também inclui vários companheiros de equipe e seu técnico de longa data. Zetterberg junto com companheiros de equipe e compatriotas suecos Niklas Kronwall e Mikael Samuelsson  são os mais rápidos para realizar esta façanha, exigindo apenas dois anos, três meses e dez dias.
Zetterberg foi nomeado capitão da  equipe sueca  para os  Jogos Olímpicos de Inverno de 2014  em  Sochi. Problemas contínuos com uma hérnia de disco nas costas, que fez com que Zetterberg perdesse 13 jogos com os Red Wings no início da temporada, forçou Zetterberg a sair dos Jogos Olímpicos de Inverno de 2014  após  um jogo. O companheiro de equipe Niklas Kronwall foi nomeado capitão até o final do torneio.
Zetterberg foi nomeado para a equipe da Suécia na  Copa do Mundo de Hóquei  de 2016. Em 11 de agosto de 2016, Zetterberg foi nomeado capitão da equipe. No entanto, em 1º de setembro, Zetterberg desistiu do torneio devido a uma lesão no joelho.

## Vida pessoal
Zetterberg atende pelos apelidos de "Zäta" (pronuncia-se "Zaeta", que significa "Z" em  sueco) e "Hank", uma abreviação anglicizada de Henrik que é usada por seus companheiros do Red Wings.
No verão de 2008, ele ficou noivo de Emma Andersson, uma modelo sueca e apresentadora de TV. Em 23 de julho de 2010, Zetterberg se casou com sua noiva perto da cidade natal da noiva em Mölle, Suécia.
Em 20 de agosto de 2015, Andersson deu à luz seu primeiro filho, um filho chamado Love (pronuncia-se Loo-VEY).
Zetterberg serviu vários meses no exército sueco quando tinha 17 anos - uma coisa rara entre os jogadores da NHL - já que a Suécia naquela época tinha uma política de recrutamento.

## Estásticas

### Temporada regular e playoffs
| 1997–98    | Timrå IK          | SWE.2      | 16    | 1   | 2   | 3   | 4   | 4   | 0  | 1  | 1   | 0  |
| 1998–99    | Timrå IK          | SWE.2      | 37    | 15  | 13  | 28  | 2   | 4   | 2  | 1  | 3   | 2  |
| 1999–2000  | Timrå IK          | SWE.2      | 42    | 20  | 14  | 34  | 20  | 10  | 10 | 4  | 14  | 4  |
| 2000–01    | Timrå IK          | SEL        | 47    | 15  | 31  | 46  | 24  | —   | —  | —  | —   | —  |
| 2001–02    | Timrå IK          | SEL        | 48    | 10  | 22  | 32  | 20  | —   | —  | —  | —   | —  |
| 2002–03    | Detroit Red Wings | NHL        | 79    | 22  | 22  | 44  | 8   | 4   | 1  | 0  | 1   | 0  |
| 2003–04    | Detroit Red Wings | NHL        | 61    | 15  | 28  | 43  | 14  | 12  | 2  | 2  | 4   | 4  |
| 2004–05    | Timrå IK          | SEL        | 50    | 19  | 31  | 50  | 24  | 7   | 6  | 2  | 8   | 2  |
| 2005–06    | Detroit Red Wings | NHL        | 77    | 39  | 46  | 85  | 30  | 6   | 6  | 0  | 6   | 2  |
| 2006–07    | Detroit Red Wings | NHL        | 63    | 33  | 35  | 68  | 36  | 18  | 6  | 8  | 14  | 12 |
| 2007–08    | Detroit Red Wings | NHL        | 75    | 43  | 49  | 92  | 34  | 22  | 13 | 14 | 27  | 16 |
| 2008–09    | Detroit Red Wings | NHL        | 77    | 31  | 42  | 73  | 36  | 23  | 11 | 13 | 24  | 13 |
| 2009–10    | Detroit Red Wings | NHL        | 74    | 23  | 47  | 70  | 26  | 12  | 7  | 8  | 15  | 6  |
| 2010–11    | Detroit Red Wings | NHL        | 80    | 24  | 56  | 80  | 40  | 7   | 3  | 5  | 8   | 2  |
| 2011–12    | Detroit Red Wings | NHL        | 82    | 22  | 47  | 69  | 47  | 5   | 2  | 1  | 3   | 4  |
| 2012–13    | EV Zug            | NLA        | 23    | 16  | 16  | 32  | 20  | —   | —  | —  | —   | —  |
| 2012–13    | Detroit Red Wings | NHL        | 46    | 11  | 37  | 48  | 18  | 14  | 4  | 8  | 12  | 8  |
| 2013–14    | Detroit Red Wings | NHL        | 45    | 16  | 32  | 48  | 20  | 2   | 1  | 1  | 2   | 0  |
| 2014–15    | Detroit Red Wings | NHL        | 77    | 17  | 49  | 66  | 32  | 7   | 0  | 3  | 3   | 8  |
| 2015–16    | Detroit Red Wings | NHL        | 82    | 13  | 37  | 50  | 24  | 5   | 1  | 0  | 1   | 4  |
| 2016–17    | Detroit Red Wings | NHL        | 82    | 17  | 51  | 68  | 22  | —   | —  | —  | —   | —  |
| 2017–18    | Detroit Red Wings | NHL        | 82    | 11  | 45  | 56  | 14  | —   | —  | —  | —   | —  |
| SEL totals | SEL totals        | SEL totals | 145   | 44  | 84  | 128 | 68  | 7   | 6  | 2  | 8   | 2  |
| NHL totals | NHL totals        | NHL totals | 1,082 | 337 | 623 | 960 | 401 | 137 | 57 | 63 | 120 | 79 |

## Títulos

### Detroit Red Wings
- Stanley Cup: 2008

## Recordes
- Detém o recorde do Red Wings por ter pelo menos um ponto em 17 jogos consecutivos no início de uma temporada.
- Detém o recorde da franquia Red Wings em gols (13 – empate com Johan Franzén) e pontos (27) em uma única temporada de playoffs.
- Detém o recorde da NHL de mais chutes a gol em uma única pós-temporada, com 116 em 2007.